# Ułan księcia Józefa
Ułan księcia Józefa, również pod tytułem Dziewczyna i ułan – polski film fabularny z 1937 roku. Autorem dialogów i kierownikiem literackim był popularny pisarz Wacław Gąsiorowski.
W głównej roli kobiecej wystąpiła Jadwiga Smosarska, największa gwiazda polskiego kina w okresie dwudziestolecia międzywojennego.

## Fabuła
Jest rok 1809. Ewakuowane z Warszawy wojska polskie kwaterują w Serocku, w oberży prowadzonej przez piękną Kasię. Ze wzajemnością zakochuje się w niej młody porucznik Andrzej. Jednak wojsko wyrusza i młodzi kochankowie muszą się rozstać. Nieco później do oberży przybywa dowódca wojsk polskich książę Józef Poniatowski. Nie ujawniając swojego nazwiska i rangi usiłuje uwieść Kasię, ale zostaje odrzucony. Wkrótce po wyjeździe księcia Kasia odnosi rany w potyczce z austriackimi szpiegami. Wieść o przygodzie Kasi dociera w wyolbrzymionej formie do wioski, w której przebywa Andrzej. Ten bojąc się o los ukochanej, samowolnie opuszcza oddział, by udać się do Serocka. Zostaje oskarżony o dezercję. Ponieważ nie chce ujawnić przyczyn swojego występku, bojąc się narazić na szwank honor ukochanej, zostaje skazany na karę śmierci. Zrozpaczona Kasia postanawia udać się do księcia Poniatowskiego i błagać o życie Andrzeja.

## Obsada
- Franciszek Brodniewicz – Józef Poniatowski
- Jadwiga Smosarska – Kasia
- Witold Conti – porucznik Andrzej Zadora
- Stanisław Sielański – ordynans Koperek
- Józef Orwid – stary wiarus Komar
- Seweryna Broniszówna – żona Komara, była markietanka
- Antoni Fertner – generał de Vieuxyemps
- Wanda Jarszewska – starościna
- Wojciech Brydziński – weteran inwalida
- Hanna Brzezińska – śpiewaczka
- Halina Zawadzka – Magda

## Nagrody filmowe
- 1938 – Lwów – Festiwal Filmowy  w ramach Targów Wschodnich – nagroda Ministra Przemysłu i Handlu